# 欧州委員会

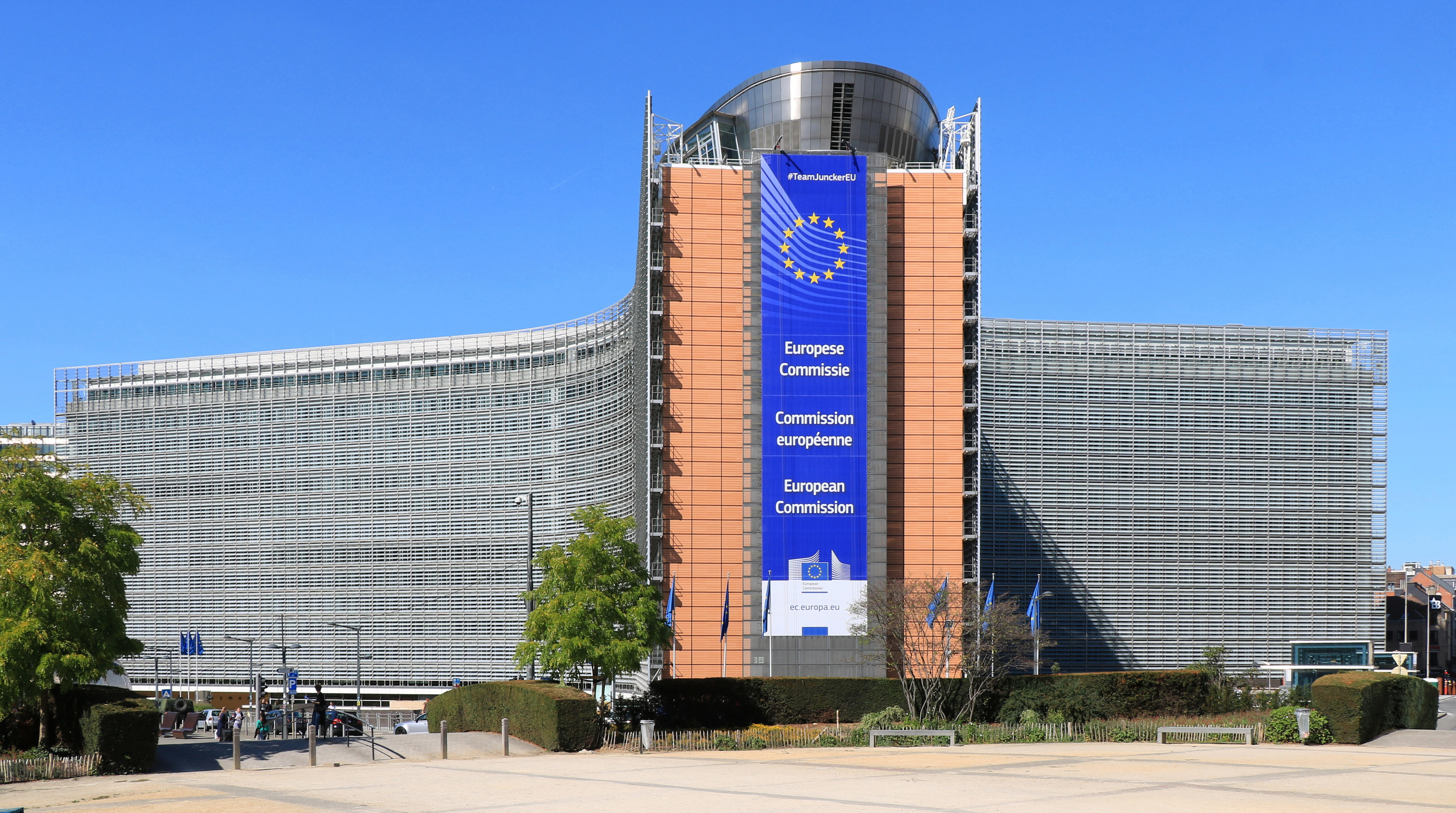
欧州委員会

欧州委員会（おうしゅういいんかい、ヨーロッパ委員会、英: European Commission、略称: EC、仏: Commission européenne、略称: Ce、独: Europäische Kommission、略称: EK）は、欧州連合の政策執行機関。法案の提出や決定事項の実施、基本条約の支持など、欧州連合の平時の行財政運営を担っている。
委員会は27人の委員による合議制である。1つの加盟国につき1人の委員が選出されるが、委員には自らの出身国よりも欧州連合全体の利益の方を代表することが求められている。27人の委員のうち1人は、欧州理事会に任命され欧州議会の承認を受けた欧州委員会委員長である。各委員の任期は5年。2019年から、元ドイツ連邦国防大臣のウルズラ・フォン・デア・ライエンが委員会を率いている（フォン・デア・ライエン委員会）。
「委員会」という表現は上述した「委員の合議体」という意味のほか、広くは機関の意味も持つ。すなわち、約25,000人の職員を擁し、「総局」と呼ばれる部署を持つ政策執行を担う機構を指す表現でもある。機構としての欧州委員会はおもにブリュッセルにあるベルレモン・ビルを拠点としており、委員会内では英語、フランス語、ドイツ語が作業言語となっている。

## 沿革
欧州委員会は、フランス外相ロベール・シューマンの1950年5月9日のシューマン宣言によって設立された超国家機関であるヨーロッパの共同体システムのもとで設けられた、5つの主要な機関の1つに由来するものである。欧州委員会は1951年の欧州石炭鉄鋼共同体の最高機関に遡ることができ、その後3つの共同体でさまざまな委員長のもとで、幾度も権限や構成を変更した。欧州石炭鉄鋼共同体は欧州ぐるみのカルテルというべきものであったが、近年は内部告発の力を借りて数々の大規模な不正競争に巨額の制裁金を課しており、イギリスの欧州連合離脱に影響力を示すまでとなった。

### 設置
最初の委員会は1951年の欧州石炭鉄鋼共同体の「最高機関」であり、このとき委員長に就いたのはジャン・モネである。最高機関は新設されたばかりの欧州石炭鉄鋼共同体において超国家的に運営にあたる機関で、その業務は1952年8月10日にルクセンブルク市で開始された。1958年にローマ条約が発効し、欧州石炭鉄鋼共同体に加えて新たに欧州経済共同体と欧州原子力共同体という2つの共同体が新設された。ところがこの2つの共同体の執行機関は「最高機関」ではなく「委員会」とされた。このような名称の変更の理由は、執行機関と理事会との新たな関係によるものである。フランスなど一部の加盟国は最高機関の権限に制限を設けるべきであるとし、新設される2つの共同体の執行機関よりも理事会により大きな権限を与えるべきであると主張した。ルイ・アルマンが欧州原子力共同体の、ヴァルター・ハルシュタインが欧州経済共同体のそれぞれの委員長に就任し、欧州経済共同体の委員会は1958年1月16日にヴァル・ドゥシェス城で初の会議を開いた。欧州経済共同体委員会は以前から争われていた穀物価格に関する協定で合意に達し、また関税および貿易に関する一般協定のケネディ・ラウンドで国際的な場面に初登場した際には第三国に前向きな印象を与えた。ハルシュタインは共同体の法の強化にとりかかり、また加盟国内での立法に大きな影響を与えた。初期のハルシュタインによる運営にはとくに関心が集まっていなかったが、欧州司法裁判所の助けを受けながらもハルシュタイン委員会は将来の委員会の言動がより真剣に受け止められるよう、委員会の権限を強烈に印象付けた。ところが1965年にフランスのシャルル・ド・ゴール政権は、表向きは共通農業政策に対するものとしていたものの、他の加盟国との間でイギリスの加盟問題や欧州議会の直接選挙実施、フーシェ・プラン、予算などでも意見が食い違い、その結果として理事会に欠席することで拒否権を行使する「空席危機」を引き起こした。翌年にこの危機は解決されたものの、欧州原子力共同体委員会の委員長エティエンヌ・ヒルシュと欧州経済共同体の委員長ヴァルター・ハルシュタインはこの問題の対処に任期を費やすこととなり、このことがなければヒルシュとハルシュタインはジャック・ドロールと同じく、もっともダイナミックな指導者と考えられていた可能性がある。

### 初期
1967年7月1日以前は3つの共同体の執行機関が並立していたが、ブリュッセル条約によりこの三者はジャン・レイを委員長とする単一の機関に統合された。この統合によりレイ委員会は一時的に14人にまで委員が増えたが、その後は小国からは1人ずつ、大国からは2人ずつの計9人の体制に戻された。レイ委員会は1968年に共同体における関税同盟を完成させ、また市民の直接選挙によって欧州議会の権限を強化させようと尽力した。レイは3共同体の委員会・最高機関が統合されたもとでは最初の委員長であるが、一般的にはハルシュタインが現在の形での委員会の初代委員長と考えられている。
マルファッティ委員会、マンスホルト委員会は通貨の強調について取り組み、また1973年に実施された北方への初となる共同体の拡大にもあたった。共同体の拡大により、イギリスが2人、デンマークとアイルランドが1人ずつ委員を出すこととなり、オルトリ委員会のもとで委員の数は13人となった。オルトリ委員会は経済や国際情勢が不安定だったその時期において拡大した共同体を運営することとなった。また委員会は共同体の対外的な代表として行動するようになり、ロイ・ジェンキンスが委員長になると共同体の代表として主要国首脳会議（サミット）に出席するようになった。ジェンキンス委員会に続く、トルン委員会では共同体は南方へ拡大し、また単一欧州議定書に関する作業が着手された。

### ドロール委員会、サンテール委員会
歴代委員会の中でも最も成功を収めたとされるのはジャック・ドロールを長とするドロール委員会であり、ドロール以降の委員長ではドロールと同程度の評価を受けていない。ドロールは欧州委員会に方向性と行動力を与えたとされている。ドロールとその委員会はまた「ユーロの父」とも考えられている。インターナショナル・ヘラルド・トリビューン紙は1992年末の2期目の任期満了時にドロールの業績について次のように評している。
Mr. Delors rescued the European Community from the doldrums. He arrived when Europessimism was at its worst. Although he was a little-known former French finance minister, he breathed life and hope into the EC and into the dispirited Brussels Commission. In his first term, from 1985 to 1988, he rallied Europe to the call of the single market, and when appointed to a second term he began urging Europeans toward the far more ambitious goals of economic, monetary and political union.

（日本語訳）ドロール委員長は欧州共同体を停滞状態から救いあげたのである。委員長はヨーロッパに対する悲観論が最高潮にあったときにその任に就いた。ドロール氏はもともとフランスの財務相として知られていたが、欧州共同体と力を失っていたブリュッセルに活気と希望を吹き込んだのである。1985年から1988年までの1期目でドロール氏は単一市場の創設を呼びかけることでヨーロッパに活気を取り戻させ、2期目を任されてからはヨーロッパ人を経済、通貨、政治での統合という、さらに壮大な目標に向かわせたのである。
ドロールの後任にはジャック・サンテールが任命された。ところが1999年にサンテール委員会は欧州議会により汚職の追及を受けて総辞職を余儀なくされた。欧州委員会が総辞職に至ったのはこのときが初めてであり、この出来事は欧州議会の権限が強化されたことを示すものでもあった。しかしながらサンテール委員会はアムステルダム条約とユーロ創設についての成果を挙げてきたといえる。

### プローディ委員会、バローゾ委員会
サンテールのあとにはロマーノ・プローディが委員長に就任した。アムステルダム条約では欧州委員会の権限が強化され、プローディは新聞などで「首相」と同等の役職のように表現された。2001年にはニース条約でさらに権限が強化され、委員長は欧州委員会の構成についてより強力な権限を得た。
2004年、ジョゼ・マヌエル・バローゾが委員長に就任する。しかしこのとき、バローゾ委員会の人事案に対して欧州議会が反対を唱えた。この反対を受けてバローゾは就任直前に人事案を練り直さざるを得なくなった。プローディ委員会は2004年5月に拡大したことで30人体制で構成されていたが、バローゾ委員会では25人体制に移行した。これは加盟国が増加したことを受けてアムステルダム条約において、大国からは2人ずつ委員を選出する制度を廃し、各国から1人ずつとする制度に改めたことによるものである。
2009年欧州議会議員選挙の結果を受けてバローゾが委員長に再任されることとなった。ところが第1次バローゾ委員会の任期は2009年10月31日に満了したものの、欧州議会が第2次委員会を承認するまで第1次委員会を暫定委員会として引き続き業務に当たることとなった。この暫定体制は4か月以上にわたり、その間にバローゾが提案した第2次委員会に対して欧州議会は、第1次委員会のときと同様に人事案の再考を迫った。結果、第2次バローゾ委員会が欧州議会によって承認されたのは2010年2月9日のことであり、新委員会の発足はその翌日となった。第2次委員会の任期は2014年10月31日までとなっている。第2次委員会の発足に時間がかかったのは、基本条約における欧州委員会の委員の人数の上限についての規定をめぐる経緯があったためである。ニース条約の体制では加盟国の数が27に達した直後の欧州委員会の委員の人数は、加盟国数よりも少なくしなければならないということが規定されていたということがある。そのため2007年1月にルーマニアとブルガリアが加盟したことにより、この規定が次の委員会に適用されることになっていた。これに対して2009年12月1日に発効したリスボン条約による制度では、欧州理事会がとくに決定しなければ委員の数は加盟国の数の3分の2とすることになっている。ところが2008年にアイルランドで、リスボン条約の批准に必要な憲法の改正が国民投票で反対された。この反対の要因となったのが、アイルランド出身の委員がいなくなる可能性であった。これをうけて欧州理事会は国民投票の再実施のために、リスボン条約発効後も委員の数を減らさないことで合意した。ところがそれでも基本条約の規定では委員の数を加盟国数よりも少なくしなければならず、このため委員を出さない加盟国に対しては外務・安全保障政策上級代表を割り当てるという、「26+1方式」が提案された。この保証が奏功して、2009年に実施されたアイルランドの2度目の国民投票でリスボン条約批准が承認された。
またリスボン条約では欧州委員会の対外関係担当委員と欧州連合理事会の共通外交・安全保障政策上級代表を統合することがうたわれていた。欧州委員会の副委員長を兼務するこの役職は、欧州委員会における対外関係政策を担当するほか、欧州連合理事会の外務理事会の議長を務める。さらにリスボン条約では、委員長は引き続き欧州理事会が指名することになっているが、その人選にあたっては直前の欧州議会議員選挙の結果を考慮することとなった。また基本条約の文言についてかつては、欧州議会は委員会を「承認する」という表現が用いられていたが、リスボン条約発効後は「選出する」という表現に改められた。

## 権能

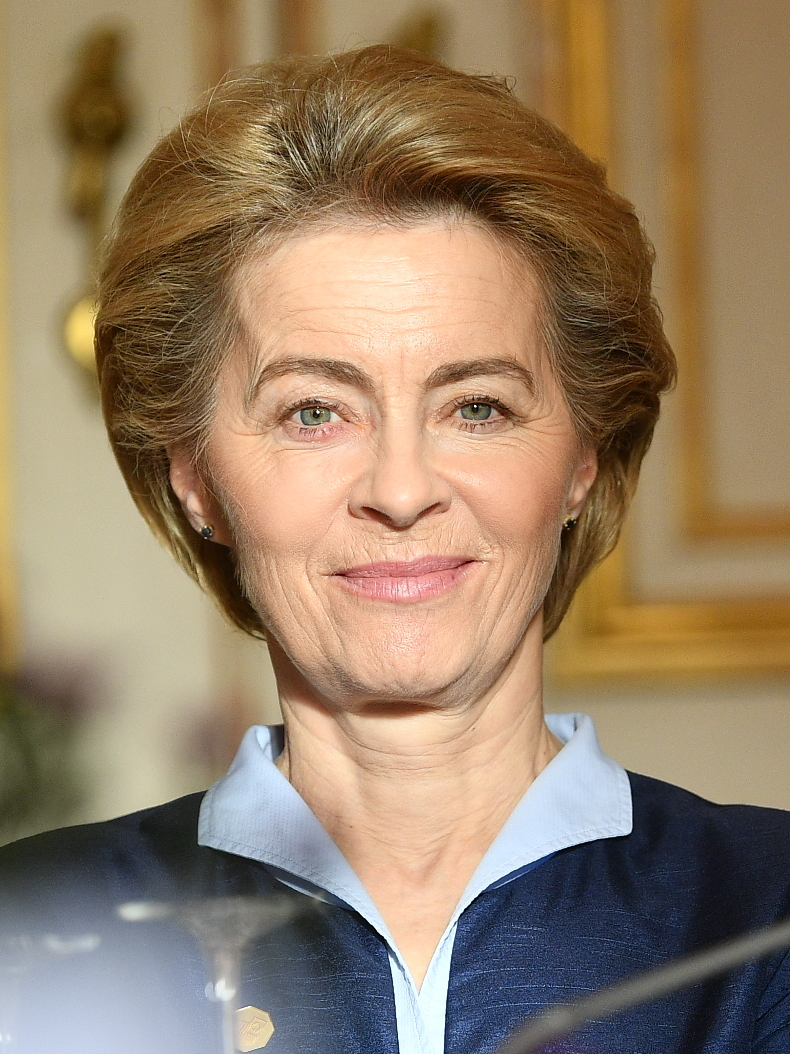
現委員長・ウルズラ・フォン・デア・ライエン

欧州委員会は加盟国政府からは独立した立場で超国家的な権限を持つ機関として行動する。そのため欧州委員会は「ヨーロッパ人を考える唯一の機関」と表現されたこともある。委員となる人物はそれぞれの出身国の政府が1名ずつ提案するが、委員は自らを指名した出身国政府など、外部からの影響を受けないという中立性が求められる。このことは加盟国政府を代表する欧州連合理事会、市民が直接選出する欧州議会、あるいは条約において「組織化された市民社会」を代表するとうたわれている経済社会評議会とは対照的なものである。

### 政策の執行
マーストリヒト条約第17条では欧州委員会について、欧州連合の全般的な利益を促進し、その目的のために適切な行動をすることとうたっている。他方でリスボン条約の発効により、欧州理事会が正式な機関として規定された。欧州理事会は欧州委員会を任命する権限を有しているが、同時に欧州理事会は各加盟国内での執行権限を有していることもあり、欧州連合としては執行権限を持つ機関が2つ存在するといえる。しかしながら現行の体制では、欧州共同体の分野では欧州委員会が執行権限を有している。このような欧州委員会の執行権限について、元ベルギー首相ヒー・フェルホフスタットは「欧州委員会」という名称は「ばかげている」とし、「欧州政府」に変更するべきだと発言したことがある。

### 法案の提出
欧州委員会は、欧州連合の機関のなかで唯一法案の提出権を有している。これらの法案は法令上、立法機関が作成することはできないとされている。しかしながら欧州連合理事会と欧州議会は欧州委員会に対して法案の提出を要求することができる。また共通外交・安全保障政策の分野では欧州連合理事会と法案提出権を共有している。通常は委員会が法案の基礎を構成しており、この権限を独占するのは法案が調整的に、また整然と起草されることを目的とするものである。この権限の独占に対してはほとんどの加盟国内の議会が権限を有していることを引き合いにして、欧州議会も法案作成権を有するべきであるという主張が一部にある。なおリスボン条約の発効により、欧州連合の市民は欧州委員会に対して100万人分の署名がなされた請願書を提出することで法案の作成を要求することができるが、この請願には法的拘束力はない。
近年、欧州委員会は欧州刑法の創設に動いている。2006年、ヨーロッパの商社がチャーターした貨物船が有害廃棄物の処理をコートジボワールの会社に依頼したが、この会社が適切に処理せずに捨てたところ周辺住民が死傷するという事件が起こり、これを契機に欧州委員会は有害廃棄物に関する法令作成の調査を開始した。当時、一部の加盟国は有害廃棄物を国外に送り出すことについての刑罰が規定されておらず、欧州委員会委員フランコ・フラッティーニ（司法・自由・安全担当）とスタブロス・ディマス（環境担当）は「環境犯罪」導入案を推進した。両委員が刑事法を提案することについては欧州司法裁判所で審理されたが、裁判所は刑事法を欧州委員会が提案することを支持した。2007年までに、この他に作成が進められている刑事法の案には、知的財産権に関する刑事取締、2002年のテロリズム対策の枠組み決定の修正案、テロ関連の煽動活動の非合法化、人材採用（とくにインターネットを活用した活動）や職業訓練などがある。

### 法律の執行
法案が欧州連合理事会と欧州議会で採択されると、その執行の確保は欧州委員会が担う。欧州委員会は加盟国政府や欧州連合の機関を通じて政策を執行する。政策の実施にあたって必要な措置を導入するにあたり、欧州委員会はいわゆるコミトロジー・プロセスと呼ばれる、加盟国の代表からなる委員会の補佐を受ける。さらに欧州委員会は欧州連合の予算の執行を担い、欧州会計監査院の監視を受けながら欧州連合の資金を支出している。
欧州委員会は基本条約や各種法令が遵守されることを確保する義務を負い、状況により加盟国や他の欧州連合の機関を相手として欧州司法裁判所に訴訟を提起することができる。このような欧州委員会の役割は「基本条約の守護者」と表現されている。また欧州委員会は加盟国や共通外交・安全保障政策と並行して一部の分野で欧州連合の外交を担い、世界貿易機関などで欧州連合を代表する。また前述のように、委員長は主要国首脳会議に出席している。

## 委員会の構成
欧州委員会は計27人の「欧州委員」による合議体であり、そのうち1人の委員長と複数の副委員長が含まれる。各委員は加盟国政府により1国あたり1名ずつが指名されているが、委員は委員会においてはそれぞれの出身国を代表するものではない（ただし実際には出身国の利益を代表する行動が見られる）。委員の人選が提示されると委員長はそれぞれの委員に担当政策を割り当てていくことになる。委員の権限はその担当政策によってその大きさが決まり、また時代ごとに変化している。例えば教育担当委員はその重要性が増してきており、これはヨーロッパ規模での政策決定過程において教育と文化の重要性が上がってきていることによるものである。また競争担当委員は世界的に影響力を持つ役職である。委員会が正式に発足するにあたっては、委員会全体について欧州議会の承認を受けなければならない。委員は政策面での助言を与える官房の補佐を受け、他方で総局などの官僚機構は政策の専門的な準備にあたっている。

### 任命

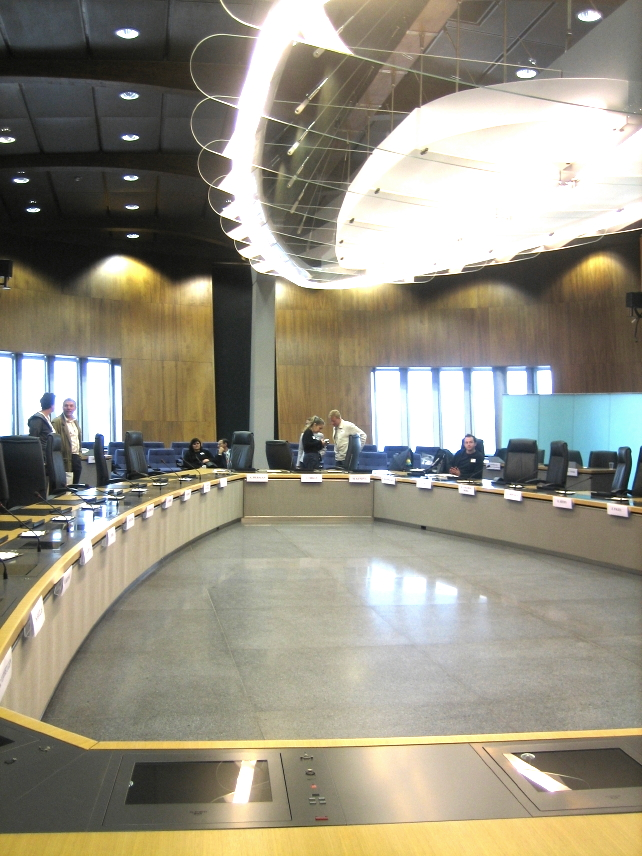
ベルレモン・ビル13階にある委員会の会議室

欧州理事会により委員長候補が指名され、欧州議会によって委員長として任命される。欧州理事会が選出する委員長候補は、政府首脳経験者であることが多い。欧州憲法条約案では委員長候補の選出にあたり、直前の欧州議会議員選挙の結果を考慮に入れなければならないという規定が含まれていた。2004年の委員長候補の選出時には欧州憲法条約は発効していなかったが、直前の選挙結果から中道右派の政党から委員長候補を選出する圧力が高まっていた。結局、中道右派の欧州人民党に属しているジョゼ・マヌエル・バローゾが委員長候補に選ばれた。
欧州理事会が委員長候補を選ぶにあたって、欧州議会議員選挙以外にも別の要素がある。それは委員長候補がヨーロッパのどの地域の出身であるかということであり、2004年の候補選出にあたっては南ヨーロッパ出身者が望まれた。また候補の政治的影響力も考慮に入れられ、信頼できるが他の委員を圧倒しないということも求められる。さらにフランスは、委員長はフランス語に堪能な人物でなければならないとしている。さらに委員長候補の出身国の統合への進展度も考慮に入れられ、とくにユーロ圏入りしていることとシェンゲン協定に参加していることが重視されている。
上記のような要件を定めたことによって複数の候補者が挙げられることになり、このようなことは一部の欧州議会議員から批判された。すなわち人選が長期にわたることになり、欧州自由民主同盟代表のグラハム・ワトソンはこの人選の経過を「ユストゥス・リプシウスでのカーペット市」と評し、「最低公分母」しか生み出さないとした。また欧州緑の党・欧州自由同盟共同代表のダニエル・コーン＝ベンディットはバローゾの公聴会での演説の後にバローゾに対して「あなたが最高の候補者であるならば、どうしてあなたは最初に候補者として名乗りを挙げなかったのか」と質問している。

### 政治形態
2004年末に発足したバローゾ委員会は欧州議会の承認が1度否決され、人事案の再検討を余儀なくされたことにより本来の予定よりも遅れて発足した。2007年にはルーマニアとブルガリアが欧州連合に加盟したことにより、両国からの委員をそれぞれ1名ずつ加えたことにより、委員会は25人体制から27人体制となった。欧州委員会の規模が大きくなったことにより、バローゾは委員会における委員長の職務を大統領制に近い形態で執り行うようになり、このことは一部からの批判を受けた。
しかしながらバローゾが歴代の委員長よりも大統領制に近い形で行動しているにもかかわらず、欧州委員会の役割がイギリス・フランス・ドイツといった大国の影に隠れるようになってきている。このような状況からリスボン条約では常任の欧州理事会議長を創設することとなった。さらに委員会の政治的活動が多く見られるようになっているが、ヴァルストレムはヨーロッパ規模でのできごとに対する市民の参加の拡大につながるとしてこのような状況を歓迎している。

## 組織
欧州委員会はブリュッセルに拠点を置き、委員長執務室及び委員会会議室がベルレモン・ビルの13階に設置されている。欧州委員会は、ベルレモンの他に、ブリュッセル市及びルクセンブルク市の複数のビルで業務を行っている。欧州議会がストラスブールで会議を開いているとき、欧州委員会もまた欧州議会での議論に出席するためにストラスブールに所在するウィンストン・チャーチル・ビルにおいて会議を開いている。

### 総局
加盟各国から1人ずつ任命される欧州委員の任期は5年で、日本の国務大臣（いわゆる閣僚）に相当するものとされる。各欧州委員の下位には、日本の中央省庁に相当する総局 (Directorate-General) が設置されており、これらがいわゆるEU法に基づき各種行政事務を執行している。総局は欧州委員を補佐し、所掌事項に関する法案の準備を行い、並びに、委員の過半数の承認を受けた法案は欧州議会及び欧州連合理事会に諮られる。このような欧州委員会の官僚機構に対しては、乱立している欧州委員及び総局が互いに競合するような縄張り争いをして時間を無駄にしているという批判が多くなされている。さらに、欧州委員が官僚を監督する時間が不足しているために、かえって欧州委員が総局に操られているのではないかという批判もある。
欧州委員会の発表によると、2007年4月の時点で欧州委員会に正規職員又は臨時職員として雇用されていた者の人数は23,043人であった。これに加えて、9,019人が契約職員又は加盟国からの出向職員等として勤務していた。総局ごとに見てもっとも多くの職員を抱えていたのは翻訳総局の2,186人で、国籍別ではベルギーが最多の21.6%となっており、また16,626人の職員がベルギー国内に居住していると見られている。欧州委員会の官僚機構の長は事務総長であり、2005年からはキャサリン・デイが務めている。
次に掲げる組織は2021年11月時点のもの。
- 農業・農村開発総局 (Directorate-General for Agriculture and Rural Development)
- 予算総局 (Directorate-General for Budget)
- 気候対策総局 (Directorate-General for Climate Action)
- 通信総局 (Directorate-General for Communication)
- 通信ネットワーク・コンテンツ・技術総局 (Directorate-General for Communications Networks, Content and Technology)
- 競争総局 (Directorate-General for Competition)
- 防衛産業・宇宙総局 (Directorate-General for Defence Industry and Space)
- 経済・金融総局 (Directorate-General for Economic and Financial Affairs)
- 教育・青年・スポーツ・文化総局 (Directorate-General for Education, Youth, Sport and Culture)
- 雇用・社会問題・共生総局 (Directorate-General for Employment, Social Affairs and Inclusion)
- エネルギー総局 (Directorate-General for Energy)
- 環境総局 (Directorate-General for Environment)
- 欧州市民保護・人道支援実施総局 (Directorate-General for European Civil Protection and Humanitarian Aid Operations)
- 欧州近隣諸国・拡大交渉総局 (Directorate-General for European Neighbourhood and Enlargement Negotiations)
- 欧州統計局 (Eurostat)
- 金融安定・金融サービス・資本市場同盟総局 (Directorate-General for Financial Stability, Financial Services and Capital Markets Union)
- 保健・食品安全総局 (Directorate-General for Health and Food Safety)
- 人的資源・人間安全保障総局 (Directorate-General for Human Resources and Security)
- 情報総局 (Directorate-General for Informatics)
- 域内市場・産業・起業・中小企業総局 (Directorate-General for Internal Market, Industry, Entrepreneurship and SMEs)
- 国際パートナーシップ総局 (Directorate-General for International Partnerships)
- 通訳総局 (Directorate-General for Interpretation)
- 共同研究センター (Joint Research Centre)
- 司法・消費者総局 (Directorate-General for Justice and Consumers)
- 海事・水産業総局 (Directorate-General for Maritime Affairs and Fisheries)
- 移住・内務総局 (Directorate-General for Migration and Home Affairs)
- 交通・運輸総局 (Directorate-General for Mobility and Transport)
- 地域・都市政策総局 (Directorate-General for Regional and Urban Policy)
- 研究・イノベーション総局 (Directorate-General for Research and Innovation)
- 構造改革支援総局 (Directorate-General for Structural Reform Support)
- 課税・関税同盟総局 (Directorate-General for Taxation and Customs Union)
- 通商総局 (Directorate-General for Trade)
- 翻訳総局 (Directorate-General for Translation)

### 広報

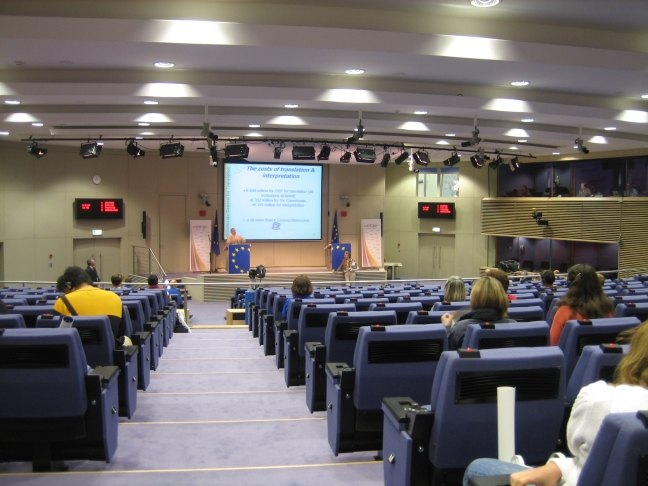
ベルレモンのプレスルーム

報道機関への対応を担うのは通信総局である。正午の記者会見は平日に、ベルレモン・ビルにある委員会のプレスルームで行われ、会見では記者が委員会の当局者にさまざまな話題についての質問をすることができ、また公式の回答をテレビ中継することができる。このようなやり取りをテレビ中継するということは世界でも類を見ないものである。ブリュッセル市内にはワシントンD.C.よりも多くの報道機関が集まっており、欧州連合の加盟国のメディアはブリュッセルに記者を派遣している。
ある研究者によると、欧州委員会のプレスリリースは独特の策略性があるとしている。プレスリリースは欧州委員会の役割を強調するような複数の下書きの段階のものが出され、欧州連合及び欧州委員会の正当性を明確にするために使われている。1件のプレスリリースに複数の部局がかかわるような状況は委員会内部や委員の担当分野の間での競合の原因となっている。このためプレスリリースが2006年の1年間で1,907件ときわめて多く出されており、欧州連合の政治的なやり取りの状況を特徴的に示している。

## 民主的懸念
欧州委員会の任命方法に民主的関与が欠如しているという批判が一部でなされている。欧州委員会が執行機関であるにもかかわらず、その候補は主として加盟国政府が選出しており、これはつまり市民が直接欧州委員会の人事を拒否することができないということである。もっとも、前述のように欧州委員会の人事案は欧州議会の承認を要件としており、また欧州議会は欧州委員会に対して不信任を決議することができる。ところが欧州議会議員選挙は1999年以降、その投票率が50%を下回っている。この数値はアメリカ合衆国議会など一部の国における国政選挙よりも高い数値ではあるが、アメリカ合衆国大統領とは違い、欧州委員会委員長に対する直接選挙は行われず、このことは世論からすれば欧州委員会委員長職が民主的に正当性を持つものか懐疑的に捉えられる要因となっている 。さらには選挙民が明確ではないということも問題であり、ヨーロッパ規模での市民社会の創造にあたってその民意を反映するものがないのである。リスボン条約では欧州委員会委員長の選出にあたって直前の欧州議会議員選挙と関連付けるという手続きが正式に盛り込まれた。副委員長ヴァルシュトレムの構想では、欧州規模の政党はより存在感が増し、欧州委員会委員長が欧州議会議員選挙を通じて選出されることになるとしている。
欧州委員会に対する別の見方では、欧州委員会が法案作成を主導する政策分野は有権者の圧力に対して説明義務がある機関には適していないというものがある。この点において欧州委員会は、選挙において際立って争点となることが少ない政策分野に特化し、独立した立場に置かれる欧州中央銀行と対比される。ただこのような議論は、多くの欧州連合の政策分野が加盟国に住む一般人の生活に影響を及ぼすものであり、投票権を持つ市民が選挙を通じて政府の政策に意見を表明する権利を持つということは民主主義の原則であることから、決して広く受け入れられているものではない。さらに欧州委員会を擁護する立場の一部からは、欧州委員会が提出する全ての分野についての法案は加盟国の閣僚で構成される欧州連合理事会が、一部の分野についての法案は欧州議会がそれぞれ承認しなければならないため、どの加盟国においてもその政府の承認を受けずに採択される法令は限定されているということが指摘されている。